# Стјепан Перић
Стјепан Перић (1. март 1983) хрватски је глумац.
У браку је са македонском глумицом Јеленом Јовановом.

## Филмографија
| Год.       | Назив                           | Улога              |
| ---------- | ------------------------------- | ------------------ |
| 2006.      | Инструктор                      | Инструктор         |
| 2006.      | Најбоље године                  | Филип              |
| 2006.      | Балкан Инц.                     |                    |
| 2007.      | Жутокљунац                      | Стјепко            |
| 2007.      | Наша мала клиника               |                    |
| 2007.      | Заувијек сусједи                | Никола Новосел     |
| 2007.      | Обични људи                     |                    |
| 2008.      | Луда кућа                       | Круз Имбришчак     |
| 2010.      | Инструктор                      | инструктор         |
| 2012.      | Недељом ујутру, суботом навечер |                    |
| 2012.      | Ружа вјетрова                   | Др. Никола Кризман |
| 2013.      | Стела                           | Орсат Бошковић     |
| 2013—2014. | Тајне                           | Филип Петрић       |
| 2014—2015. | Куд пукло да пукло              | Љубо Жуљ           |
| 2019.      | На граници                      | Динко Дуда         |
| 2019—2020. | Друго име љубави                | Бруно Бошњак       |
| 2020—2021. | Дар-мар                         | свештеник Срећко   |